# Elit’Avia
Elit'Avia ist eine Charterfluggesellschaft mit Sitz in Laibach und Basis am Flughafen Ljubljana, Slowenien. Die Gesellschaft bietet neben Charterflügen auch Frachtflüge, Aircraft-Management, Training, Wartung, Kauf und Verkauf an.

## Geschichte
Das Unternehmen wurde 2006 in Laibach, Slowenien gegründet und erwarb im Jahr 2014  in Malta ein Luftverkehrsbetreiberzeugnis (AOC) auch für Frachtverkehr.
Die Charterfluggesellschaft OJets Pte Ltd aus Singapur übernahm das Unternehmen im Jahr 2018.

## Basen
- Flughafen Ljubljana
- Flughafen Genf[5]
- Flughafen Paris-Orly[5]
- Nikola-Tesla-Flughafen Belgrad[5]
- London Luton Airport[6]
- London Biggin Hill Airport, London[6]
- Nikola-Tesla-Flughafen Belgrad[6]
- Flughafen Dakar-Blaise Diagne, Senegal

## Flotte
Die Flotte von Elit’Avia besteht mit Stand  Juli 2022 aus neun Flugzeugen:
| Flugzeugtyp                  | aktiv | bestellt | Anmerkungen | Sitzplätze |
| ---------------------------- | ----- | -------- | ----------- | ---------- |
| Gulfstream G500              | 1     |          |             | 19         |
| Bombardier Challenger 605    | 1     |          |             | 12         |
| Bombardier Challenger 650    | 1     |          |             | 12         |
| Bombardier Global 5000       | 1     |          |             | 8–17       |
| Bombardier Global 7500       | 1     |          |             | 10–19      |
| Dassault Falcon 7X           | 1     |          |             | 19         |
| Dassault Falcon 2000EX       | 1     |          |             | 8–19       |
| Embraer Legacy 600 EMB-135BJ | 1     |          |             | 14         |
| Hawker 850XP                 | 1     |          |             | 14         |
| Gesamt                       | 9     |          |             |            |

## Elit’Avia Malta
Elit’Avia Malta wurde im Jahr 2014 als Charter- und Frachtfluggesellschaft gegründet.

### Flotte
Die Flotte von Elit’Avia Malta besteht mit Stand Juli 2022 aus zwölf Flugzeugen:
| Flugzeugtyp                             | aktiv | bestellt | Anmerkungen            | Sitzplätze |
| --------------------------------------- | ----- | -------- | ---------------------- | ---------- |
| Boeing 747-400(F)                       | 02    |          | betrieben für Mesk Air | Cargo      |
| Bombardier Challenger 605               | 01    |          |                        | 12         |
| Bombardier BD-700-1A10 (Global Express) | 01    |          |                        | 12         |
| Bombardier BD-700-2A12 (GLOBAL 7500)    | 01    |          |                        | 16         |
| Bombardier Challenger 650               | 01    |          |                        | 12         |
| Bombardier Global 5000                  | 01    |          |                        | 8–17       |
| Bombardier Global 6000                  | 03    |          |                        | 17         |
| Gulfstream G450                         | 02    |          |                        | 14–19      |
| Gesamt                                  | 12    |          |                        |            |